# Kalle Coster
Kalle Kristian (Kalle) Coster (Leiden, 12 september 1982) is een Nederlandse zeiler. Hij nam driemaal deel aan de Olympische Spelen, maar won hierbij geen medailles.
Coster komt uit een sportieve familie. Zijn vader Dick Coster en zijn broer Sven Coster zijn eveneens olympische zeilers. In 2004 maakte hij zijn olympisch debuut op de Olympische Spelen van 2004 in Athene. Hij behaalde hierbij een zesde plaats. Vier jaar later werd hij op de Olympische Spelen van 2008 in Peking samen met zijn broer Sven vierde in de 470 klasse.
Zijn beste prestatie is het behalen van een zilveren medaille op de wereldkampioenschappen zeilen 2007.
Sinds 2014 is hij oprichter van het bedrijf Sailmon BV gespecialiseerd in telemetrie van zeilboten. Hiernaast zeilt hij regelmatig in het professionele zeilcircuit als navigator.

## Palmares

### Olympische Spelen
- 6e Olympische Spelen van 2004 in Athene, Griekenland
- 4e Olympische Spelen van 2008 in Peking, China
- 12e Olympische Spelen van 2012 in Londen, Verenigd Koninkrijk

### Wereldkampioenschappen
- 2007 Cascais, Portugal

### Delta Lloyd Regatta
- 2005 Medemblik, Nederland
- 5e 2008 Medemblik, Nederland

### Kieler week
- 2005 Kiel, Duitsland
- 2006 Kiel, Duitsland

### Rolex Miami OCR
- 2005 Miami, Verenigde Staten

### Sydney International Regatta
- 2007 Sydney, Australië